# 索菲亞·威爾森
索菲亞·奧莉維亞·威爾森（英語：Sophia Olivia Wilson，2000年8月10日—），本姓史密斯（Smith），是美國職業女子足球員，司職前鋒，目前效力國家女子足球聯賽（NWSL）球隊波特蘭荊棘與美國國家女子足球隊。
威爾森就讀大學期間效力於史丹福樞機紅，她曾在2019年贏得NCAA第一級別大學盃冠軍。2020年1月，威爾森參加NWSL大學選秀以首輪第一順位被波特蘭荊棘選中，正式開啟職業足球生涯。
2022年10月，威爾森在NWSL冠軍賽打入致勝球，幫助波特蘭荊棘奪下2022年聯賽冠軍，她以14顆進球的成績入選NWSL年度最佳陣容以及賽季最有價值球員。2023年1月，威爾森成為首位獲得美國足球小姐的黑人女性球員。同年9月，她榮獲由《法國足球》頒發的女子金球獎提名，也是當屆唯一一位入圍的美國球員。

## 早期生活
索菲亞·威爾森出生於科羅拉多州溫莎鎮，並在距離溫莎鎮20公里外的科林斯堡市成長。她的父親肯尼·史密斯（Kenny Smith）具有黑人血統，曾是懷俄明大學籃球隊的成員，現為溫莎郵局的職員與地方青年隊籃球教練，母親莫莉·史密斯（Mollie Smith）則是在醫療界服務。索菲亞有兩位姐姐——大姐嘉柏麗·「蓋比」·史密斯·多布拉茲（Gabrielle "Gabby" Smith Dobratz，1995年3月11日—）與二姐薩凡娜·史密斯（Savannah Smith，1997年—），兩人皆為北科羅拉多大學校友，後者曾效力於北科羅拉多籃球隊，畢業多年後返回母校擔任該隊的創意策略與籃球運營總監。索菲亞從小就與姐姐們一起打籃球和踢足球，不過只有她完全投入職業足球界發展，二姐則與父親一樣往籃球界發展。
中學時期的索菲亞就讀科林斯堡的化石嶺高中，她曾加入過足球校隊與籃球校隊，在8場足球賽累計攻入10球與4次助攻，並被提名為聯盟最佳陣容。
史密斯一家人都十分支持索菲亞在足球界發展，肯尼·史密斯更表示他在女兒6歲時便相信她能在未來成為一位足球明星。一日，索菲亞在前往比賽的路途中告訴父親她要在比賽得10分，果真，她在該場比賽攻入10球，肯尼見識到索菲亞在場上突出的表現後更加確信女兒的足球天賦。索菲亞12歲時加入了位於丹佛市南邊的皇家科羅拉多俱樂部（Real Colorado），距離溫莎來回大約三小時的車程，當時莫莉·史密斯為了親自接送女兒到全科羅拉多州最好的青年足球俱樂部參加訓練而辭掉了工作。索菲亞在皇家科羅拉多的教練是前牙買加國家隊的總教練洛恩·唐納森，他對索菲亞讚譽有佳，「讓我印象最深刻的是她擊敗對手的能力，以及她想要帶球、傳球或射門的強烈意志。我認為，當你擁有成為改變者的競爭心態時，你必須注意到這些球員，而索菲亞就具備了最高水準這一點。」唐納森說道。

## 大學隊

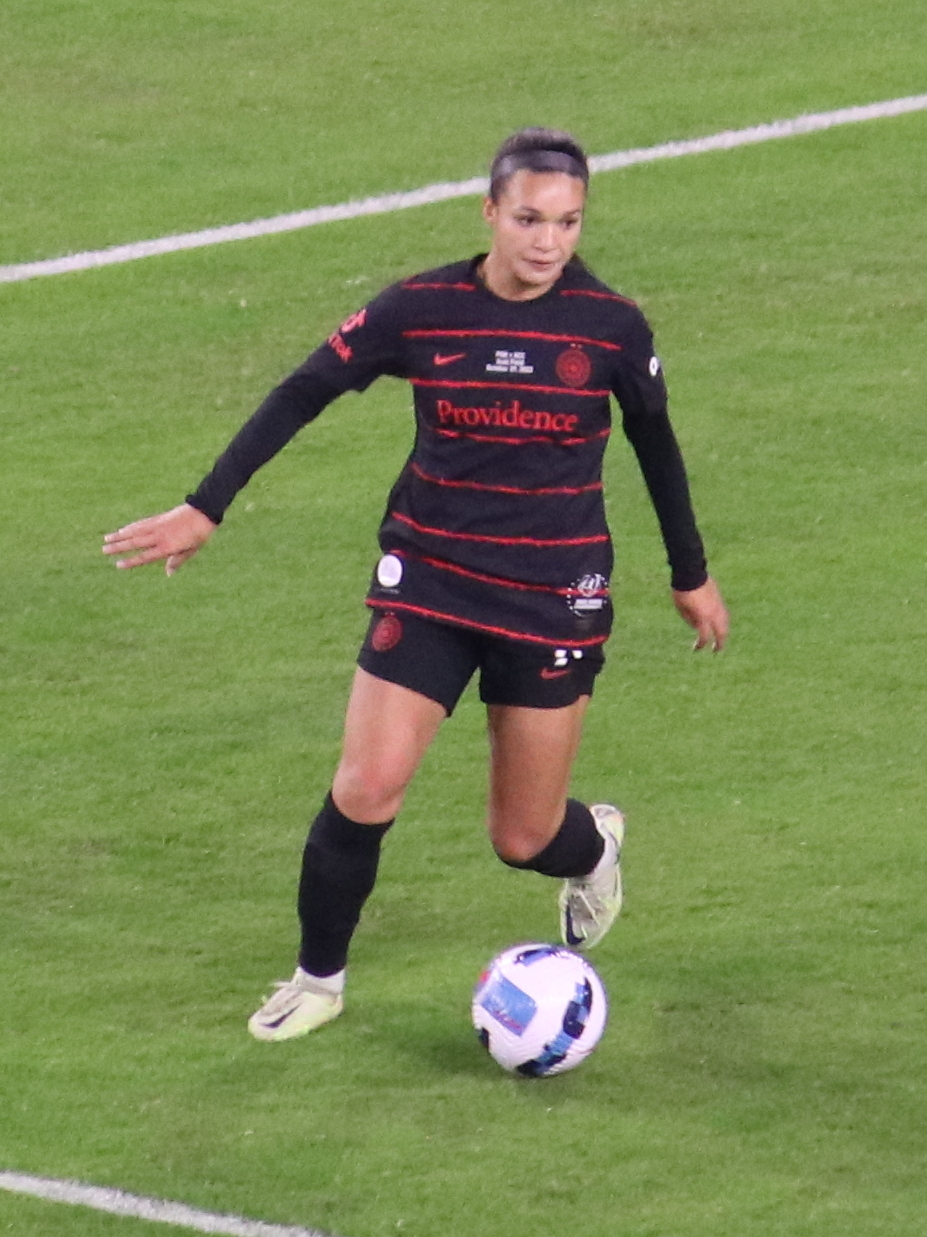
2022年效力波特蘭荊棘的威爾森。

2018年秋季，威爾森進入史丹佛大學就讀並效力史丹佛樞機紅足球隊。她連續在兩個賽季拿到太平洋十二校聯盟（Pac-12）冠軍，並帶領球隊奪下隊史第三座NCAA第一級別大學盃冠軍。

### 史丹佛樞機紅
2018年，威爾森在樞機紅隊的首個賽季一共出賽13場、攻入7球和助攻2次。她在3場比賽攻入致勝球幫助隊伍奪下Pac-12冠軍，並被評選為Pac-12新秀陣容與Pac-12次佳陣容。樞機紅隊以第一名之姿出線2018年NCAA第一級別女子足球錦標賽，但在準決賽不敵佛羅里達州立塞米諾爾。威爾森因腳踝受傷而缺席半個賽季，不過在她在休息幾個月後便回歸賽場。
2019年，威爾森在21場比賽攻入17球和助攻9次，她被列入MAC赫爾曼獎第一階段候選名單。同年11月15日，威爾森在對陣普雷里維尤黑豹的首回合比賽中上演帽子戲法，樞機紅隊以15比0大勝黑豹隊；12月6日，威爾森在對陣UCLA棕熊的準決賽中再度上演帽子戲法，幫助樞機紅隊以4比1擊敗棕熊隊並取得決賽資格。樞機紅在決賽對陣全國第二名的北卡羅來納焦油腳，威爾森在第7分鐘嘗試攻門但失敗，雙方勢均力敵且比分陷入僵局，最終樞機紅隊在點球大戰以5比4擊敗焦油腳隊，贏得該年度NCAA第一級別大學盃冠軍（該場比賽包括娜歐蜜·格瑪、卡塔里娜·馬卡里奧等人均有上陣）。威爾森獲得最佳球員獎，並兩度入選Pac-12次佳陣容，她在該屆賽事以7球進球數位居射手榜第二。

## 俱樂部生涯

### 波特蘭荊棘

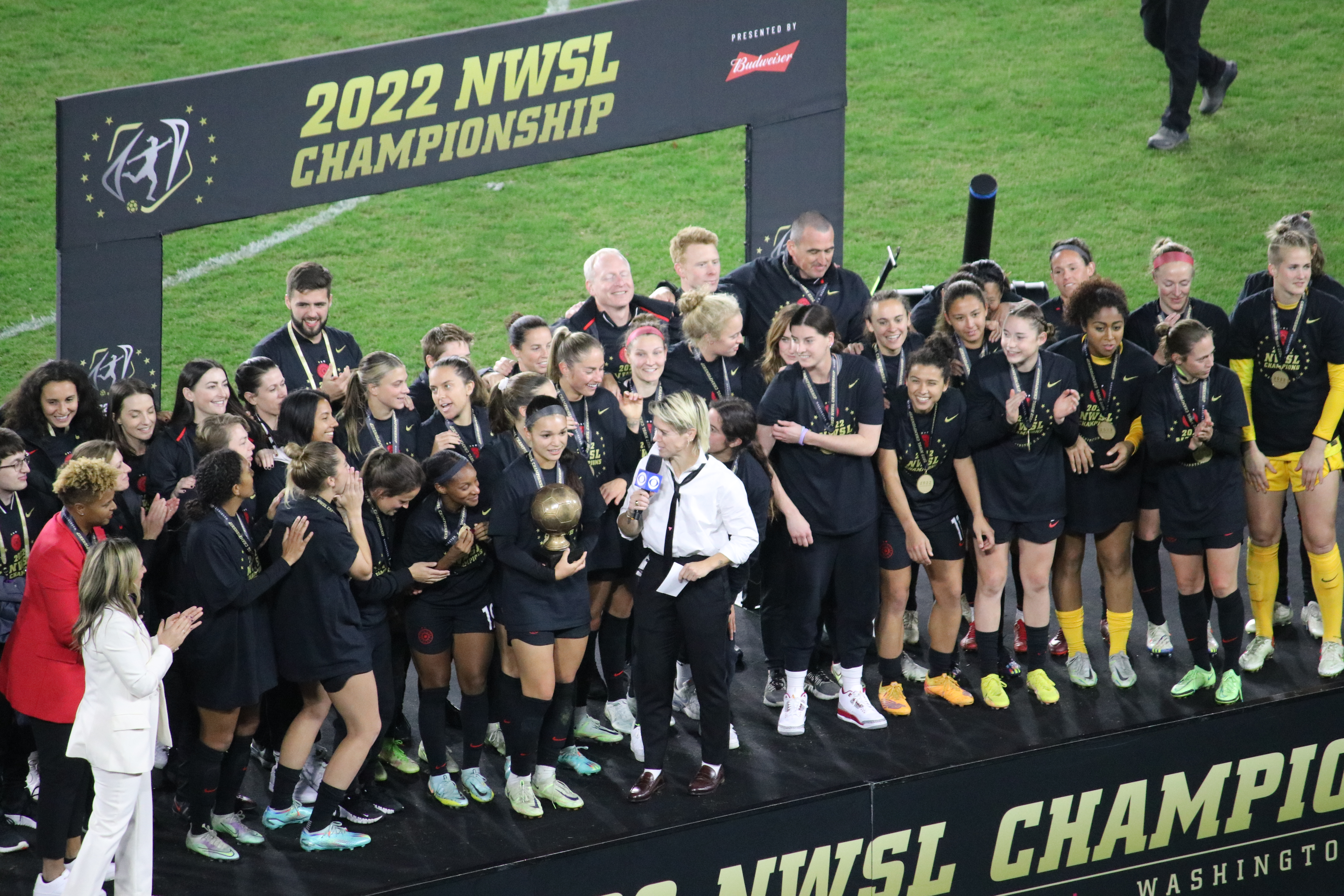
威爾森在2022年NWSL賽季獲得年度最有價值球員。

2020年1月，威爾森參加國家女子足球聯賽（NWSL）大學選秀，她以第一輪第一順位被波特蘭荊棘選中，為選秀狀元，並在2020年賽季開始代表波特蘭荊棘出場比賽。不過，就在威爾森加入荊棘隊的首個賽季不巧遇上疫情爆發，例行賽與季後賽都被迫取消，再加上威爾森腳傷的緣故，讓她在2020年只出賽4場在9至10月舉辦的秋季系列賽，不過她仍幫助波特蘭荊棘贏得了秋季系列賽與挑戰盃的冠軍。
2021年，威爾森在聯賽中累計登場17場比賽中並打入7球。她在5月16日對陣芝加哥紅星的例行賽中完成聯賽首秀，並梅開二度幫助波特蘭荊棘以5比0完勝芝加哥紅星。波特蘭荊棘在該賽季贏得銀盾獎以及直接晉級準決賽的資格，然而，她們在準決賽以0比2不敵芝加哥紅星。
2022年，威爾森在5場NWSL挑戰盃的西部分區賽中打入3球。她在最終的冠軍賽打入一球，幫助波特蘭荊棘贏得聯賽冠軍，而她個人也獲得該賽季最有價值球員。
2023年4月1日，威爾森首次在職業聯賽中上演帽子戲法，她幫助波特蘭荊棘以4比1戰勝堪薩斯城潮流，並獲得3、4月的每月最佳球員獎以及入選每月最佳陣容。2023年6月，她在4場比賽打入6球後，再度獲得當月最佳球員獎。威爾森在2023年賽季以11顆進球數獲得賽季金靴獎，和北卡羅萊納勇氣的巴西前鋒克羅琳僅一球之差，兩人同時爭奪金靴獎與賽季最有價值球員。最終，由克羅琳奪下該賽季的最有價值球員。
2024年3月27日，威爾森與波特蘭荊棘續約至2026年，據ESPN報導其年薪超過50萬美元，是NWSL目前薪資最高的球員。同年6月8日，威爾森在賽季第11輪對陣北卡羅萊納勇氣的比賽中，先是因為在場上持球過久被判定拖延比賽獲得一張黃牌，接著又在替補席上幫忙撿球時意外讓球滾進椅子下，遭裁判丹妮爾·切斯基（Danielle Chesky）判定其浪費時間而被發第二張黃牌，隨後在助理裁判的指示下將其驅逐出場。這是威爾森在NWSL五個賽季以來得到的第一張紅牌。

## 國家隊生涯
威爾森曾代表美國U17、美國U20與成年隊出場比賽。

### 國家青年隊

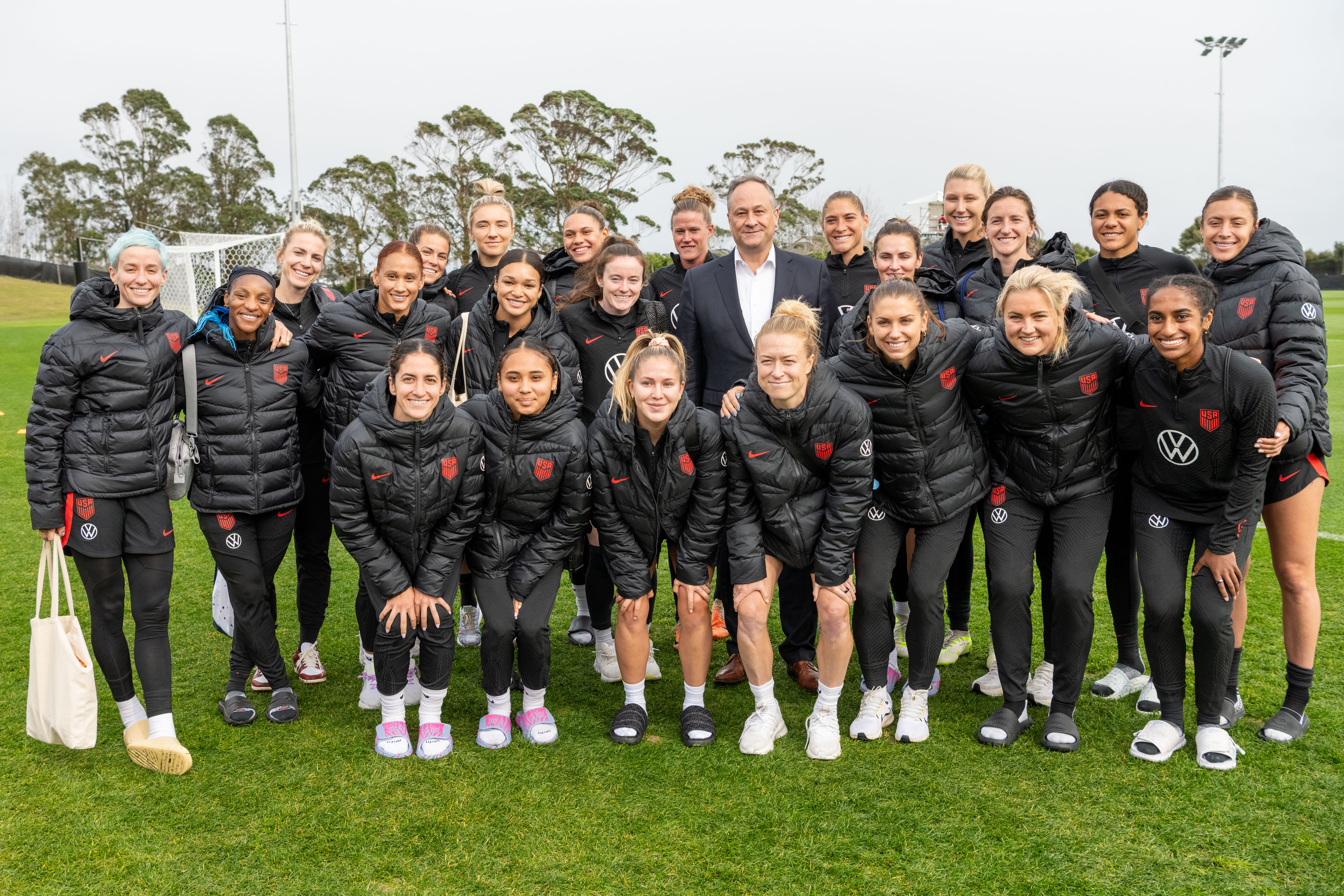
2023年7月，美國女足與時任美國副總統賀錦麗的丈夫任德龍合照。

2016年，威爾森首次被徵召為國家青年隊的一員。同年，她參加了在約旦舉行的國際足協U17女子世界盃，連續三場分組賽均是以替補球員身份登場，而美國在分組賽後出局。
2017年2月，威爾森代表U18國家隊前往英格蘭參加3場友誼賽，她在2月19日對陣英格蘭的比賽梅開二度，又在2月21日對陣挪威的比賽中上演帽子戲法，如此出色的表現讓她受到教練阿普麗爾·海因里希斯的青睞，海因里希斯邀請她加入U20國家隊，並參加3月在西班牙的拉曼加錦標賽（La Manga Tournament），威爾森答應了，而她精湛的表現再次向教練證明她的實力。3月14日，威爾森在對陣挪威的比賽中梅開二度，幫助美國以8比2贏得勝利，她在之後兩場分別對陣德國與法國的比賽均各入一球，總計連續出場6次並打入9球，海因里希斯表示：「索菲亞是一位技術精湛、運動能力出色的球員，她可以同時擔任前鋒和側翼球員，這使她在場上能靈活變通。她能背對著球門踢球，並且以速度和高超的過人技術穿越防守。」
16歲的威爾森不僅因其出色的表現而跳級到U20國家隊，2017年3月31日，威爾森被時任成年國家隊總教練吉兒·伊利斯徵召出席4月6日與4月9日對陣俄羅斯的兩場友誼賽，她將作為的替補球員，兩人在場上都能兼具前鋒與邊鋒的角色。
2018年1月，威爾森參加2018年中北美洲及加勒比海U20錦標賽，最終美國在決賽中的點球大戰以4比2不敵墨西哥。同年8月，她前往法國參加2018年國際足協女子U-20世界盃，並在分組賽累計打入3球，不過美國在分組賽就出局。
2019年11月，美國時任成年國家隊總教練弗拉特科·安多諾夫斯基指名了包括威爾森在內的24名球員前往佛羅里達州參加訓練營，其主要目的是為了挑選出表現最出色的幾名球員作為成年國家隊的新人選，以及讓職業隊球員與大學隊球員互相切磋學習。
2020年2月13日，威爾森被U20國家隊徵召參加2020年中北美洲及加勒比海U20錦標賽，她在7場比賽中均無進球且多為替補球員登場，最終美國在與崔妮蒂·羅德曼雙雙梅開二度之下奪得冠軍。

### 國家成年隊

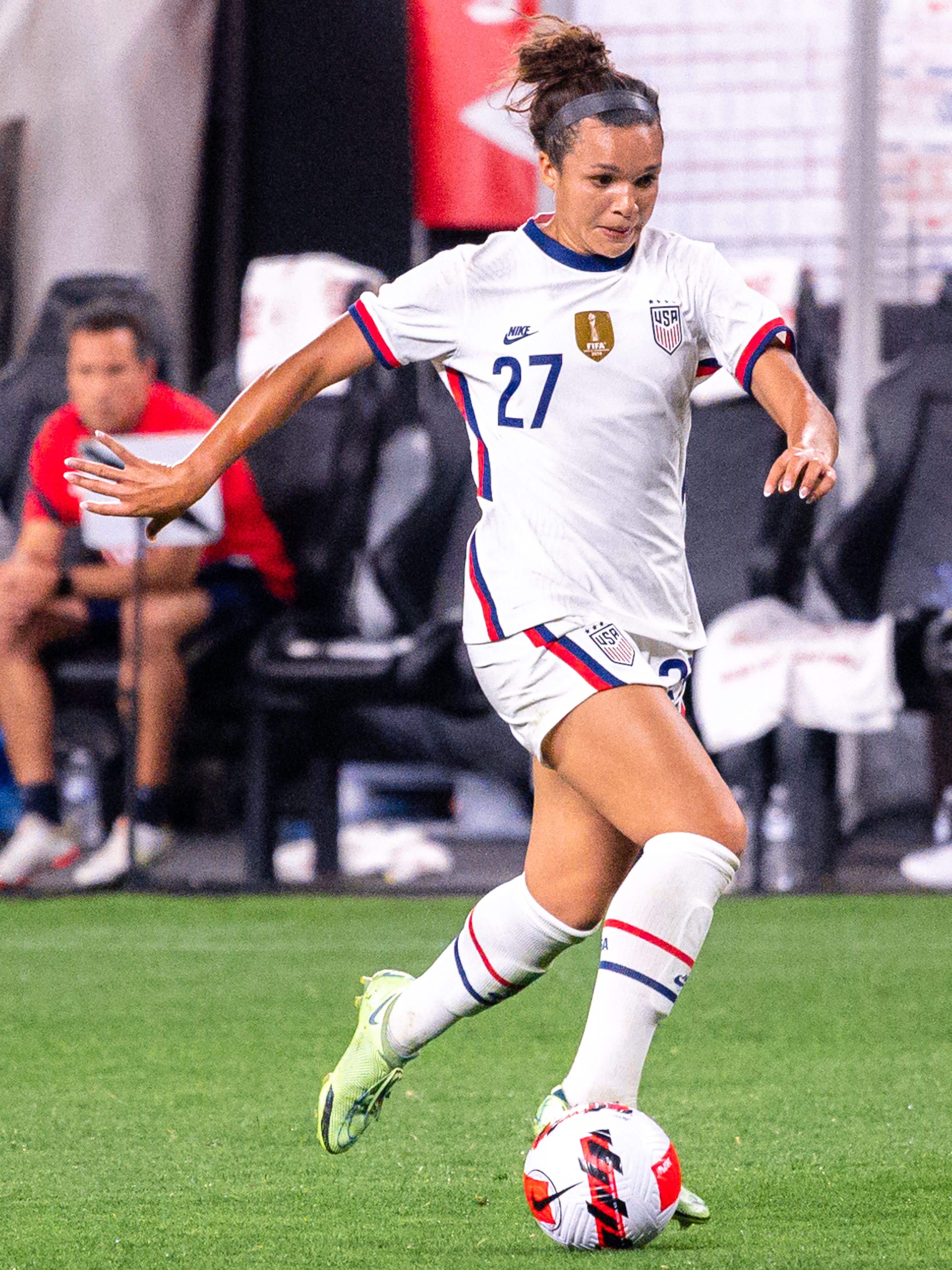
2021年9月，美國對陣巴拉圭的友誼賽，威爾森身著27號球衣。

2020年11月27日，威爾森在荷蘭布雷達弗吉菲爾姆球場對陣荷蘭女足的友誼賽完成國家隊首秀，她是美國女子成年隊第一位出生於2000年代的球員。2021年9月21日，威爾森在對陣巴拉圭的友誼賽打入生涯第一顆國際賽事進球。
2022年6月13日，威爾森被徵召參加中北美洲及加勒比海錦標賽，美國若是在此賽事勝出將直接獲得2023澳紐世界盃、2024年巴黎奧運以及2024年美洲女子金盃的參賽資格。同年7月，威爾森在中北美洲及加勒比海錦標賽累計打入兩顆進球，幫助美國奪下第九次錦標賽冠軍。 
2023年6月21日，威爾森被列入2023年國際足協女子世界盃美國隊的最終23人大名單。她在對陣越南的分組賽中梅開二度並助攻進球，獲得該場賽事最佳球員，她的父親更受邀上台頒獎給她。2023年8月6日，美國在十六強賽對陣瑞典，威爾森作為先發球員在場上踢滿120分鐘，最後進入點球大戰，威爾森為第二位主罰的球員並錯失點球，美國以一球之差不敵瑞典。
2024年2月7日，美國隊臨時總教練特維拉·基爾戈爾徵召威爾森等23名球員參加2024年美洲女子金盃。3月6日，威爾森在對陣加拿大的準決賽下半場替補右邊鋒崔妮蒂·羅德曼上場，比賽在正規時間結束後以1比1進入加時賽，威爾森在加時賽第99分鐘攻入一球幫助美國以2比1領先加拿大，不過，美國門將阿莉莎·內赫爾在加時賽尾聲犯規對手球員，讓加拿大獲得點球機會，前鋒阿德里安娜·利昂在傷停補時期間點球成功，兩隊以2比2進入PK大戰。威爾森在PK大戰第一輪上場並成功射入，而加拿大在第一、二、四輪均射失，美國最終以3比1贏得PK大戰的勝利。
同年6月，威爾森被美國新任總教練艾瑪·海耶斯徵召前往法國參加2024年巴黎奧運女子足球比賽。7月28日，她在對陣德國的第二輪小組賽梅開二度，幫助美國以4比1贏得勝利；8月6日，美國在準決賽再度與德國交戰，兩隊於正規時間90分鐘內多次射門卻均無進球。延長賽第95分鐘，面對德國門將安-卡特琳·貝爾格的堅守，威爾森最終在隊友瑪洛麗·史瓦森的助攻下為美國打入致勝一球，成功晉級奧運金牌戰；8月10日，正好是威爾森生日的這一天，美國在金牌戰對陣巴西。下半場近60分鐘，由史瓦森在禁區起腳打入致勝球，幫助美國以1比0取得勝利，收下隊史第5面奧運金牌。威爾森、史瓦森和羅德曼的組合被譽為美國新一代的最佳鋒線組合，她們在本次奧運合計10顆進球、4次助攻的成績，讓美國在睽違12年後重返奧運金牌寶座。

## 個人生活
威爾森崇拜的球星是與阿比·瓦姆巴赫，她的目標是成為像這兩位一樣優秀的球員。
娜歐蜜·格瑪是威爾森在U14國家隊訓練營認識的好友，兩人也是U17、U20國家隊的隊友，之後還一起就讀史丹佛大學並效力樞機紅隊，她們在大一時期最喜歡去的地點是奇波雷捲餅店。
索菲亞的丈夫麥可·威爾森是美式足球運動員，現效力NFL球隊亞利桑那紅雀。兩人在史丹佛大學時開始交往，並於2024年6月宣布訂婚。2025年1月，索菲亞與麥可結為夫婦，並且改姓威爾森（Wilson）。

## 生涯數據

### 俱樂部統計
最後更新：2024年11月10日。
| 球隊       | 賽季     | 聯賽     | 聯賽 | 聯賽 | 聯賽盃 | 聯賽盃 | 季後賽 | 季後賽 | 洲際賽事 | 洲際賽事 | 其他 | 其他 | 總計 | 總計 |
| 球隊       | 賽季     | 分級     | 出場 | 進球 | 出場   | 進球   | 出場   | 進球   | 出場     | 進球     | 出場 | 進球 | 出場 | 進球 |
| ---------- | -------- | -------- | ---- | ---- | ------ | ------ | ------ | ------ | -------- | -------- | ---- | ---- | ---- | ---- |
| 波特蘭荊棘 | 2020     | NWSL     | —    | —    | 0      | 0      | —      | —      | —        | —        | 4    | 1    | 4    | 1    |
| 波特蘭荊棘 | 2021     | NWSL     | 22   | 7    | 3      | 0      | 1      | 0      | —        | —        | —    | —    | 26   | 7    |
| 波特蘭荊棘 | 2022     | NWSL     | 20   | 15   | 5      | 3      | 2      | 1      | —        | —        | —    | —    | 27   | 19   |
| 波特蘭荊棘 | 2023     | NWSL     | 18   | 11   | 2      | 0      | 1      | 0      | —        | —        | —    | —    | 21   | 11   |
| 波特蘭荊棘 | 2024     | NWSL     | 19   | 12   | —      | —      | 1      | 0      | 1        | 1        | —    | —    | 21   | 13   |
| 生涯總計   | 生涯總計 | 生涯總計 | 79   | 45   | 10     | 3      | 6      | 1      | 1        | 1        | 4    | 1    | 99   | 51   |

1. ↑  包括國家女子足球聯賽挑戰盃（英语：NWSL Challenge Cup）
2. ↑  包括國家女子足球聯賽季後賽
3. ↑  包括中北美洲及加勒比海女子冠軍盃
4. ↑  包括國家女子足球聯賽秋季系列賽（英语：2020 NWSL Fall Series）

### 國家隊統計
最後更新：2024年10月27日。
| 國家隊 | 年份 | 出場數 | 進球數 | 助攻數 |
| ------ | ---- | ------ | ------ | ------ |
| 美國   | 2020 | 1      | 0      | 0      |
| 美國   | 2021 | 9      | 1      | 3      |
| 美國   | 2022 | 17     | 11     | 1      |
| 美國   | 2023 | 11     | 3      | 3      |
| 美國   | 2024 | 20     | 9      | 4      |
| 總計   | 總計 | 58     | 24     | 11     |

### 國家隊進球
比分左側皆為美國隊進球數，「進球比分」表示威爾森進球時的比分。
| #  | 日期           | 比賽場館                       | 出場次數 | 對手     | 進球比分 | 終場比分              | 賽事名稱                               | Ref.   |
| -- | -------------- | ------------------------------ | -------- | -------- | -------- | --------------------- | -------------------------------------- | ------ |
| 1  | 2021年9月21日  | 美國辛辛那提TQL體育場          | 8        | 巴拉圭   | 2–0      | 8–0                   | 友誼賽                                 | [ 52 ] |
| 2  | 2022年4月9日   | 美國哥倫布Lower.com球場        | 14       |          | 3–0      | 9–1                   | 友誼賽                                 | [ 73 ] |
| 3  | 2022年4月9日   | 美國哥倫布Lower.com球場        | 14       | 4–0      |          | 9–1                   | 友誼賽                                 | [ 73 ] |
| 4  | 2022年4月9日   | 美國哥倫布Lower.com球場        | 14       | 6–0      |          | 9–1                   | 友誼賽                                 | [ 73 ] |
| 5  | 2022年6月25日  | 美國商貿城迪克體育用品公園球場 | 16       | 哥伦比亚 | 1–0      | 3–0                   | 友誼賽                                 | [ 74 ] |
| 6  | 2022年6月25日  | 美國商貿城迪克體育用品公園球場 | 16       | 哥伦比亚 | 2–0      | 3–0                   | 友誼賽                                 | [ 74 ] |
| 7  | 2022年7月7日   | 墨西哥瓜達盧佩BBVA體育場       | 18       | 牙买加   | 1–0      | 5–0                   | 2022年中北美洲及加勒比海女子足球錦標賽 | [ 75 ] |
| 8  | 2022年7月7日   | 墨西哥瓜達盧佩BBVA體育場       | 18       | 牙买加   | 2–0      | 5–0                   | 2022年中北美洲及加勒比海女子足球錦標賽 | [ 75 ] |
| 9  | 2022年9月3日   | 美國堪薩斯城兒童慈善公園球場   | 22       | 奈及利亞 | 1–0      | 4–0                   | 友誼賽                                 | [ 76 ] |
| 10 | 2022年9月3日   | 美國堪薩斯城兒童慈善公園球場   | 22       | 奈及利亞 | 3–0      | 4–0                   | 友誼賽                                 | [ 76 ] |
| 11 | 2022年10月7日  | 英國倫敦溫布利球場             | 24       | 英格兰   | 1–1      | 1–2                   | 友誼賽                                 | [ 77 ] |
| 12 | 2022年11月13日 | 美國哈里遜紅牛競技場           | 27       | 德国     | 1–1      | 2–1                   | 友誼賽                                 | [ 78 ] |
| 13 | 2023年7月22日  | 紐西蘭奧克蘭伊甸公園球場       | 31       | 越南     | 1–0      | 3–0                   | 2023年國際足協女子世界盃               | [ 79 ] |
| 14 | 2023年7月22日  | 紐西蘭奧克蘭伊甸公園球場       | 31       | 越南     | 2–0      | 3–0                   | 2023年國際足協女子世界盃               | [ 79 ] |
| 15 | 2023年12月2日  | 美國羅德岱堡DRV PNK體育場      | 37       | 中國     | 1–0      | 3–0                   | 友誼賽                                 | [ 80 ] |
| 16 | 2024年3月6日   | 美國聖地牙哥驍龍體育場         | 43       | 加拿大   | 2–1      | 2–2 （加时） （3–1 ） | 2024年美洲女子金盃                     | [ 59 ] |
| 17 | 2024年4月9日   | 美國哥倫布Lower.com球場        | 46       | 加拿大   | 1–1      | 2–2 （加时） （5–4 ） | 2024年她相信盃                         | [ 81 ] |
| 18 | 2024年4月9日   | 美國哥倫布Lower.com球場        | 46       | 加拿大   | 2–1      | 2–2 （加时） （5–4 ） | 2024年她相信盃                         | [ 81 ] |
| 19 | 2024年6月4日   | 美國聖保羅安聯體育場           | 48       |          | 2–0      | 3–0                   | 友誼賽                                 | [ 82 ] |
| 20 | 2024年7月13日  | 美國哈里遜紅牛競技場           | 49       | 墨西哥   | 1–0      | 1–0                   | 友誼賽                                 | [ 83 ] |
| 21 | 2024年7月28日  | 法國馬賽馬賽體育場             | 52       | 德国     | 1–0      | 4–1                   | 2024年夏季奧林匹克運動會女子足球比賽   | [ 61 ] |
| 22 | 2024年7月28日  | 法國馬賽馬賽體育場             | 52       | 德国     | 3–1      | 4–1                   | 2024年夏季奧林匹克運動會女子足球比賽   | [ 61 ] |
| 23 | 2024年8月6日   | 法國代西訥-沙爾皮約里昂體育場  | 55       | 德国     | 1–0      | 1–0                   | 2024年夏季奧林匹克運動會女子足球比賽   | [ 62 ] |
| 24 | 2024年10月24日 | 美國奧斯汀Q2體育場             | 57       | 冰島     | 3–1      | 3–1                   | 友誼賽                                 | [ 84 ] |

## 獎項與榮譽

### 團體
史丹佛樞機紅
- NCAA第一級別大學盃（英语：NCAA Division I women's soccer tournament）冠軍：2019（英语：2019 NCAA Division I Women's Soccer Tournament）[2]

波特蘭荊棘
- NWSL季後賽冠軍：2022[31]
- NWSL挑戰盃（英语：NWSL Challenge Cup）冠軍：2021（英语：2021 NWSL Challenge Cup）[85]
- NWSL社區盾冠軍：2020[86]
- NWSL銀盾獎：2021[87]
- 國際女子俱樂部冠軍盃（英语：Women's International Champions Cup）冠軍：2021（英语：2021 Women's International Champions Cup）[88]

美國U20
- 中北美洲及加勒比海U20錦標賽冠軍：2020（英语：2020 CONCACAF Women's U-20 Championship）[11]
- 南方女子盃（英语：Sud Ladies Cup）冠軍：2018（英语：2018 Sud Ladies Cup）[89]

美國
- 夏季奧運女子足球比賽金牌：2024[65]
- 中北美洲及加勒比海錦標賽冠軍：2022[90]
- 美洲女子金盃冠軍：2024[91]
- 她相信盃（英语：SheBelieves Cup）冠軍：2021（英语：2021 SheBelieves Cup）[92]、2022（英语：2022 SheBelieves Cup）[93]、2024（英语：2024 SheBelieves Cup）[81]

### 個人
- 女子金球獎最高排名：第4名（2024）[94]
- 美國足球小姐：2022[95]
- NWSL金靴獎（英语：NWSL awards）：2023[96]
- NWSL年度最有價值球員（英语：NWSL awards）：2022[5]
- NWSL季後賽最有價值球員：2022[31]
- NWSL年度最佳陣容（英语：NWSL awards#2022）：2022[97]、2023[98]
- NWSL每月最佳球員（英语：NWSL Player of the Month）：2022年6月[99]、2023年3-4月[100]、2023年6月[101]
- NWSL每月最佳陣容（英语：NWSL Team of the Month）：2022年6月[102]、2022年9-10月[103]、2023年3-4月[104] 、2023年6月[105]、2024年3-4月[106]、2024年5月[107]
- 南方女子盃（英语：Sud Ladies Cup）最佳球員：2018（英语：2018 Sud Ladies Cup）[108]
- 南方女子盃（英语：Sud Ladies Cup）金靴獎：2018（英语：2018 Sud Ladies Cup）[108]

## 外部連結
- 索菲亞·威爾森在美國足球協會
- 索菲亞·威爾森在國家女子足球聯賽
- 索菲亞·威爾森在波特蘭荊棘（页面存档备份，存于）
- 索菲亞·威爾森的Instagram帳戶
- 索菲亞·威爾森的X（前Twitter）